# Arius gagora
Arius gagora е вид лъчеперка от семейство Ariidae. Видът е почти застрашен от изчезване.

## Разпространение и местообитание
Разпространен е в Бангладеш, Индия (Западна Бенгалия, Керала, Махаращра, Ориса и Тамил Наду) и Мианмар.
Обитава сладководни и полусолени басейни, морета, крайбрежия и реки.

## Описание
На дължина достигат до 91,4 cm.
Популацията на вида е намаляваща.